# Kazahsztán a 2011-es úszó-világbajnokságon
Kazahsztán a 2011-es úszó-világbajnokságon 42 sportolóval vett részt.

## Hosszútávúszás
Férfi
| Versenyző        | Esemény                             | Döntő     | Döntő    |
| Versenyző        | Esemény                             | Idő       | Helyezés |
| ---------------- | ----------------------------------- | --------- | -------- |
| Bekshe Zhumagali | Férfi 5 kilométeres hosszútávúszás  | 1:02:31.9 | 43       |
| Bekshe Zhumagali | Férfi 10 kilométeres hosszútávúszás | 2:18.29.3 | 61       |
| Yuriy Kudinov    | Férfi 10 kilométeres hosszútávúszás | 1:54:45.1 | 13       |
| Yuriy Kudinov    | Férfi 25 kilométeres hosszútávúszás | 5:13:08.6 | 9        |

## Úszás
Férfi
| Versenyző          | Esemény                     | Selejtező | Selejtező | Elődöntő          | Elődöntő          | Döntő             | Döntő             |
| Versenyző          | Esemény                     | Idő       | Helyezés  | Idő               | Helyezés          | Idő               | Helyezés          |
| ------------------ | --------------------------- | --------- | --------- | ----------------- | ----------------- | ----------------- | ----------------- |
| Vladislav Polyakov | Férfi 50 méteres mellúszás  | 28.00     | 16 Q      | 27.81             | 14                | Nem jutott tovább | Nem jutott tovább |
| Vladislav Polyakov | Férfi 100 méteres mellúszás | 1:01.85   | 38        | Nem jutott tovább | Nem jutott tovább | Nem jutott tovább | Nem jutott tovább |
| Vladislav Polyakov | Férfi 200 méteres mellúszás | 2:15.70   | 33        | Nem jutott tovább | Nem jutott tovább | Nem jutott tovább | Nem jutott tovább |

Női
| Versenyző          | Esemény                  | Selejtező | Selejtező | Elődöntő          | Elődöntő          | Döntő             | Döntő             |
| Versenyző          | Esemény                  | Idő       | Helyezés  | Idő               | Helyezés          | Idő               | Helyezés          |
| ------------------ | ------------------------ | --------- | --------- | ----------------- | ----------------- | ----------------- | ----------------- |
| Yekaterina Rudenko | Női 50 méteres hátúszás  | 29.76     | 38        | Nem jutott tovább | Nem jutott tovább | Nem jutott tovább | Nem jutott tovább |
| Yekaterina Rudenko | Női 100 méteres hátúszás | 1:03.78   | 40        | Nem jutott tovább | Nem jutott tovább | Nem jutott tovább | Nem jutott tovább |

## Szinkronúszás
Női
| Versenyző(k) | Esemény               | Selejtező | Selejtező | Döntő               | Döntő               |
| Versenyző(k) | Esemény               | Points    | Rank      | Points              | Rank                |
| --- | --------------------- | --------- | --------- | ------------------- | ------------------- |
| Anna Kulkina | Egyéni rövid program  | 83.400    | 13        | Nem jutott tovább   | Nem jutott tovább   |
| Ainur Kerey | Egyéni szabad program | DNS       | DNS       | Nem jutott tovább   | Nem jutott tovább   |
| Anna Kulkina Aigerim Zhexembinova | Páros rövid program   | 85.400    | 17        | Nem jutott tovább   | Nem jutott tovább   |
| Anna Kulkina Aigerim Zhexembinova | Páros szabad program  | 85.490    | 17        | Nem jutott tovább   | Nem jutott tovább   |
| Aigerim Anarbayeva Aigerim Issayeva Ainur Kerey Tatyana Kukharskaya Aisulu Nauryzbayeva Alexandra Nemich Yekaterina Nemich Amina Yermakhanova                                   | Csapat rövid program  | 83.300    | 14        | Nem jutottak tovább | Nem jutottak tovább |
| Aigerim Anarbayeva Aigerim Issayeva Ainur Kerey Tatyana Kukharskaya Anna Kulkina Aisulu Nauryzbayeva Alexandra Nemich Yekaterina Nemich Amina Yermakhanova Aigerim Zhexembinova | Csapat szabad program | 83.680    | 10 Q      | 82.610              | 10                  |

Tartalékok
- Anastassiya Sholkova
- Kristina Tynybayeva

## Vízliabda

### Férfi
Játékosok
- Alexandr Shvedov
- Sergey Gubarev
- Murat Shakenov
- Roman Pilipenko
- Alexey Panfili
- Alexandr Fenochko
- Alexandr Axenov
- Rustam Ukumanov
- Evgeniy Zhilyayev – Kapitány
- Mikhail Ruday
- Ravil Manafov
- Nikita Kokorin
- Alexey Demchenko

#### A csoport
| Csapat        | M | Gy | D | V | G+ | G– | Gk  | P |
| ------------- | - | -- | - | - | -- | -- | --- | - |
| Magyarország  | 3 | 3  | 0 | 0 | 39 | 26 | +13 | 6 |
| Montenegró    | 3 | 2  | 0 | 1 | 35 | 23 | +12 | 4 |
| Spanyolország | 3 | 1  | 0 | 2 | 36 | 26 | +10 | 2 |
| Kazahsztán    | 3 | 0  | 0 | 3 | 15 | 50 | –35 | 0 |

| 2011. július 18. 10:50 | Kazahsztán           | 5 – 18      | Spanyolország  | Sanghaj Nézőszám: 550 Játékvezetők: Cabral (BRA), Rotsart (USA) |
| 2011. július 18. 10:50 | (1–3, 0–4, 2–5, 2–6) |             |                | Sanghaj Nézőszám: 550 Játékvezetők: Cabral (BRA), Rotsart (USA) |
| 2011. július 18. 10:50 | Zsiljajev 3          | Jegyzőkönyv | négy játékos 3 | Sanghaj Nézőszám: 550 Játékvezetők: Cabral (BRA), Rotsart (USA) |

| 2011. július 20. 19:40 | Magyarország         | 16 – 5      | Kazahsztán  | Sanghaj Nézőszám: 600 Játékvezetők: Peris (CRO), Deslieres (CAN) |
| 2011. július 20. 19:40 | (4–1, 4–0, 3–2, 5–2) |             |             | Sanghaj Nézőszám: 600 Játékvezetők: Peris (CRO), Deslieres (CAN) |
| 2011. július 20. 19:40 | négy játékos 3       | Jegyzőkönyv | Zsiljajev 2 | Sanghaj Nézőszám: 600 Játékvezetők: Peris (CRO), Deslieres (CAN) |

| 2011. július 22. 18:20 | Kazahsztán           | 5 – 16      | Montenegró | Sanghaj Nézőszám: 450 Játékvezetők: Koryzna (POL), Gonzalez (PUR) |
| 2011. július 22. 18:20 | (2–5, 0–5, 0–2, 3–4) |             |            | Sanghaj Nézőszám: 450 Játékvezetők: Koryzna (POL), Gonzalez (PUR) |
| 2011. július 22. 18:20 | Zsiljajev 3          | Jegyzőkönyv | Radovic 4  | Sanghaj Nézőszám: 450 Játékvezetők: Koryzna (POL), Gonzalez (PUR) |

#### A 13–16. helyért
| 25. mérkőzés 2011. július 24. 09:30 | Kazahsztán           | 8 – 7       | Kína         | Sanghaj Nézőszám: 1000 Játékvezetők: Alexandrescu (ROU), Williams (NZL) |
| 25. mérkőzés 2011. július 24. 09:30 | (2–2, 3–2, 2–0, 1–3) |             |              | Sanghaj Nézőszám: 1000 Játékvezetők: Alexandrescu (ROU), Williams (NZL) |
| 25. mérkőzés 2011. július 24. 09:30 | Pilipenko, Panfili 2 | Jegyzőkönyv | Liang, Xie 2 | Sanghaj Nézőszám: 1000 Játékvezetők: Alexandrescu (ROU), Williams (NZL) |

#### A 13. helyért
| 32. mérkőzés 2011. július 26. 10:00 | Kazahsztán           | 9 – 7       | Brazília | Sanghaj Nézőszám: 250 Játékvezetők: Pinker (RSA), Makita (JPN) |
| 32. mérkőzés 2011. július 26. 10:00 | (3–0, 1–3, 2–2, 3–2) |             |          | Sanghaj Nézőszám: 250 Játékvezetők: Pinker (RSA), Makita (JPN) |
| 32. mérkőzés 2011. július 26. 10:00 | Zsiljajev 3          | Jegyzőkönyv | Silva 2  | Sanghaj Nézőszám: 250 Játékvezetők: Pinker (RSA), Makita (JPN) |

### Női
Játékosok
- Galina Rytova
- Lyudmila Chegodayeva
- Aizhan Akilbayeva
- Anna Turova
- Kamila Zakirova
- Kamila Marina
- Natalya Alexandrova
- Darya Vassilyeva
- Agata Tnasheva
- Marina Gritsenko
- Yelena Chebotova
- Assem Mussarova
- Yelena Starodubtseva

#### A csoport
| Csapat           | M | Gy | D | V | G+ | G– | Gk  | P |
| ---------------- | - | -- | - | - | -- | -- | --- | - |
| Egyesült Államok | 3 | 2  | 1 | 0 | 37 | 18 | +19 | 5 |
| Hollandia        | 3 | 1  | 2 | 0 | 29 | 19 | +10 | 4 |
| Magyarország     | 3 | 1  | 1 | 1 | 37 | 31 | +6  | 3 |
| Kazahsztán       | 3 | 0  | 0 | 3 | 13 | 48 | −35 | 0 |

| 2011. július 17. 10:50 | Kazahsztán             | 6 – 21      | Magyarország | Sanghaj Nézőszám: 700 Játékvezetők: Ni (CHN), Tulga (TUR) |
| 2011. július 17. 10:50 | (3–5, 0–6, 3–6, 0–4)   |             |              | Sanghaj Nézőszám: 700 Játékvezetők: Ni (CHN), Tulga (TUR) |
| 2011. július 17. 10:50 | Vasziljeva, Gricenko 2 | Jegyzőkönyv | Keszthelyi 5 | Sanghaj Nézőszám: 700 Játékvezetők: Ni (CHN), Tulga (TUR) |

| 2011. július 19. 19:40 | Hollandia            | 13 – 3      | Kazahsztán | Sanghaj Nézőszám: 500 Játékvezetők: Cabral (BRA), Wengenroth (SUO) |
| 2011. július 19. 19:40 | (4–1, 3–1, 3–0, 3–1) |             |            | Sanghaj Nézőszám: 500 Játékvezetők: Cabral (BRA), Wengenroth (SUO) |
| 2011. július 19. 19:40 | Vermeer 4            | Jegyzőkönyv | Gricenko 2 | Sanghaj Nézőszám: 500 Játékvezetők: Cabral (BRA), Wengenroth (SUO) |

| 2011. július 21. 17:00 | Kazahsztán           | 4 – 14      | Egyesült Államok | Sanghaj Nézőszám: 600 Játékvezetők: Ciric (SRB), Menendez (CUB) |
| 2011. július 21. 17:00 | (3–4, 0–4, 0–4, 1–2) |             |                  | Sanghaj Nézőszám: 600 Játékvezetők: Ciric (SRB), Menendez (CUB) |
| 2011. július 21. 17:00 | Csebotova 2          | Jegyzőkönyv | Dries, Craig 3   | Sanghaj Nézőszám: 600 Játékvezetők: Ciric (SRB), Menendez (CUB) |

#### A 13–16. helyért
| 25. mérkőzés 2011. július 23. 09:30 | Kazahsztán           | 14 – 13     | Üzbegisztán | Sanghaj Nézőszám: 450 Játékvezetők: Gonzalez (PUR), Juhász (HUN) |
| 25. mérkőzés 2011. július 23. 09:30 | (4–2, 2–4, 4–2, 4–5) |             |             | Sanghaj Nézőszám: 450 Játékvezetők: Gonzalez (PUR), Juhász (HUN) |
| 25. mérkőzés 2011. július 23. 09:30 | Vasziljeva 4         | Jegyzőkönyv | Halikova 8  | Sanghaj Nézőszám: 450 Játékvezetők: Gonzalez (PUR), Juhász (HUN) |

#### A 13. helyért
| 32. mérkőzés 2011. július 25. 10:00 | Kazahsztán              | 9 – 5       | Brazília            | Sanghaj Nézőszám: 250 Játékvezetők: Flahive (AUS), Reemnet (NED) |
| 32. mérkőzés 2011. július 25. 10:00 | (2–1, 2–2, 2–0, 3–2)    |             |                     | Sanghaj Nézőszám: 250 Játékvezetők: Flahive (AUS), Reemnet (NED) |
| 32. mérkőzés 2011. július 25. 10:00 | Vasziljeva, Csebotova 3 | Jegyzőkönyv | Zablith, Coutinho 2 | Sanghaj Nézőszám: 250 Játékvezetők: Flahive (AUS), Reemnet (NED) |